# Рюмин, Павел Иванович
 Павел Иванович Рюмин  (30 декабря 1922, дер. Курьяновская Сямженского района Вологодской области — 28 декабря 2008) — писатель, поэт, член Союза писателей России с 1993 года.

## Биография
Павел Иванович вырос в крестьянской семье. Семья была многодетная. Окончил Двиницкую неполную среднюю школу. П. Рюмин учился в Тотемском педагогическом училище. С 1939 по 1941 год работал сельским учителем начальной школы. Павел Иванович Рюмин призван в Красную армию в 1941 году. Воевал в звании младшего лейтенанта в составе 28-й армии, 6-го горноминноинженерного батальона. В начале 1943 года наступал на Ростовском направлении. Освобождал город Азов, наводил переправу, используя в качестве опор плашкоуты. Участвовал в освобождении г. Ростова-на-Дону. Восстанавливал Павел Иванович Рюмин разрушенный высоководный стратегический Буденновский мост через Дон, разминировал мины-сюрпризы и не взорвавшиеся бомбы во дворах и на крышах домов по улицам Станиславского и Московской в городе Ростове-на-Дону. Павел Иванович участвовал в боях при обороне Москвы, на Миус-фронте, при освобождении Грозного, Украины, Белоруссии, Польши, Праги, Берлина.
В Вооруженных Силах Павел Иванович прослужил более 33-х лет.
После увольнения из Вооруженных Сил был ответственным секретарем Ростовского областного отделения Всероссийского общества охраны памятников истории и культуры.
Павел Иванович Рюмин — полковник в отставке, инвалид Великой Отечественной войны, почетный гражданин Сямженского района Вологодской области.

## Творчество
Произведения П. И. Рюмина публикуются в коллективных сборниках с 1976 года: «От Дона до победы»; «Раскрытое окно» (стихи); «Донские горизонты» (стихи); «Победа» (стихи); «Дорогие наши герои» (очерки); «Голоса сердец» (стихи); «Поэзия солдат» (стихи); «Во мне поет ростовская душа», «Ростовчане на службе Отечеству» и другие.
Павел Иванович Рюмин автор 15 книг стихов и мемуаров, лауреат многих литературных конкурсов.

## Награды
- Орден Отечественной войны II степени

- Два ордена Красной Звезды

- 20 медалей

## Произведения П. И. Рюмина
Отдельные издания
- Признание. Стихи. — Ростов на/Д: Ростиздат, 1978.

- Грозовая высота. Стихи. — Ростов на/Д: Ростиздат, 1984.

- На перекрестках памяти. Стихи. — М, Воениздат 1989.

- Боль моя и радость. Стихи. — Ростов на/Д: Ростиздат 1991.

- Грани риска. Стихи. — Ростов на/Д: Красное знамя, 1992.

- Тревожный зов. Стихи. — Ростов на/Д: Красное знамя, 1993.

- Выговаривай, гармошка. Частушки. — Ростов на/Д: Пегас 1996.

- Колокола Победы. — Ростов н/Д: МПП «Танаис» 1997.

- Штурмовая трижды орденоносная. Мемуары. — Ростов на/Д: Пегас, 1993.

- Ростов — судьба моя. Мемуары. — Ростов на/Д: МПП «Танаис», 1997.

- Журавушка. Рассказы. — Ростов на/Д: Пегас 2002.

- Мое подгорье. Мемуары. — Ростов на/Д: Пегас, 2002.

- Забвению не подлежит. Мемуары. — Ростов на/Д: Пегас 2005.

- Этот день победы. Песни. — Ростов на/Д: Пегас 2005.